# شيجينوري هاغيمورا
شيجينوري هاغيمورا (باليابانية: 萩村 滋則) (مواليد 31 يوليو 1976)، هو لاعب كرة قدم ياباني سابق كان يلعب كمدافع.

## وصلات خارجية
- شيجينوري هاغيمورا على موقع الاتحاد الدولي (مؤرشف)  (الإنجليزية)
- شيجينوري هاغيمورا على موقع رابطة كرة القدم اليابانية للمحترفين (اليابانية)
- شيجينوري هاغيمورا على موقع قاعدة بيانات كرة القدم.إي يو (الإنجليزية)
- شيجينوري هاغيمورا على موقع Soccerway.com (الإنجليزية)
- شيجينوري هاغيمورا على موقع عالم كرة القدم.نت (الإنجليزية)